# Cascades Erin-Ijesha
Les cascades Erin-Ijesha (també conegudes com a cascades Olumirin) són unes cascades que es troben a Erin-Ijesha. És una atracció turística situada a la zona del govern local d'Oriade, l'estat d'Osun (Nigèria). Les cascades es troben a unes 5 hores en cotxe de la capital, Lagos.
Les cascades es van descobrir en 1140 per una de les filles d'Oduduwa. No obstant això, segons The Nation, «les cascades Olumirin van ser descobertes pels caçadors l'any 1140».
La cascades es divideixen en set nivells, sobre els quals es troba el poble d'Abake.
- Cascades Erin-Ijesha
- Nivell 2 de les cascades (video)
- Turistes a les cascades (video)